# バタークリーム
バタークリーム（英: buttercream）は主にケーキへの充填・コーティングなどに使用されている乳製品のこと。別称が多く、クリームバター、バターアイシング（英: butter icing）、バターフロスティング（英: butter frosting）、クリームムースラインなども呼ばれている。

## 材料
主な材料はバター・生クリーム・加糖練乳のみ。場合によってホワイトチョコ・バニラエキス・砂糖・塩・卵・粉砂糖・イチゴ・バナナ・ココナッツなども加える。また、味を付ける効果以外、食品着色剤としての効果も揃っている。

## 種類
スイス式
スイス式は、まずグラニュー糖と卵白を混ぜてすぐ泡立って、混ぜたものを一度加熱した後冷却し、そしてバターとクリームを加入し、泡立ったらもう一度加熱した後冷却、これで完成。
フランス式
フランス式は、日本やアメリカで普通に売れているバタークリームのことであり、泡立てたものをもう一つの卵黄と混ぜて作られている。卵黄を使用したため、他のバタークリームより黄色が濃く、食感としては甘くて溶けそうなバターに近い。
イタリア式
イタリア式は、まず卵白を十分に泡立って、そして熱いガムシロップを泡立った卵白のクリームの周りに滴下しつつ、ガムシロップが全部使い切った後バターとクリームを加入し、もう一度泡立って完成 。
ドイツ式
ドイツ式は、「クリームムースライン」としても知られていた、カスタードクリームと柔らかくしたバターを混ぜ合わせ、さらに粉砂糖を加えて、一定な甘さになると停止し、泡立って完成。

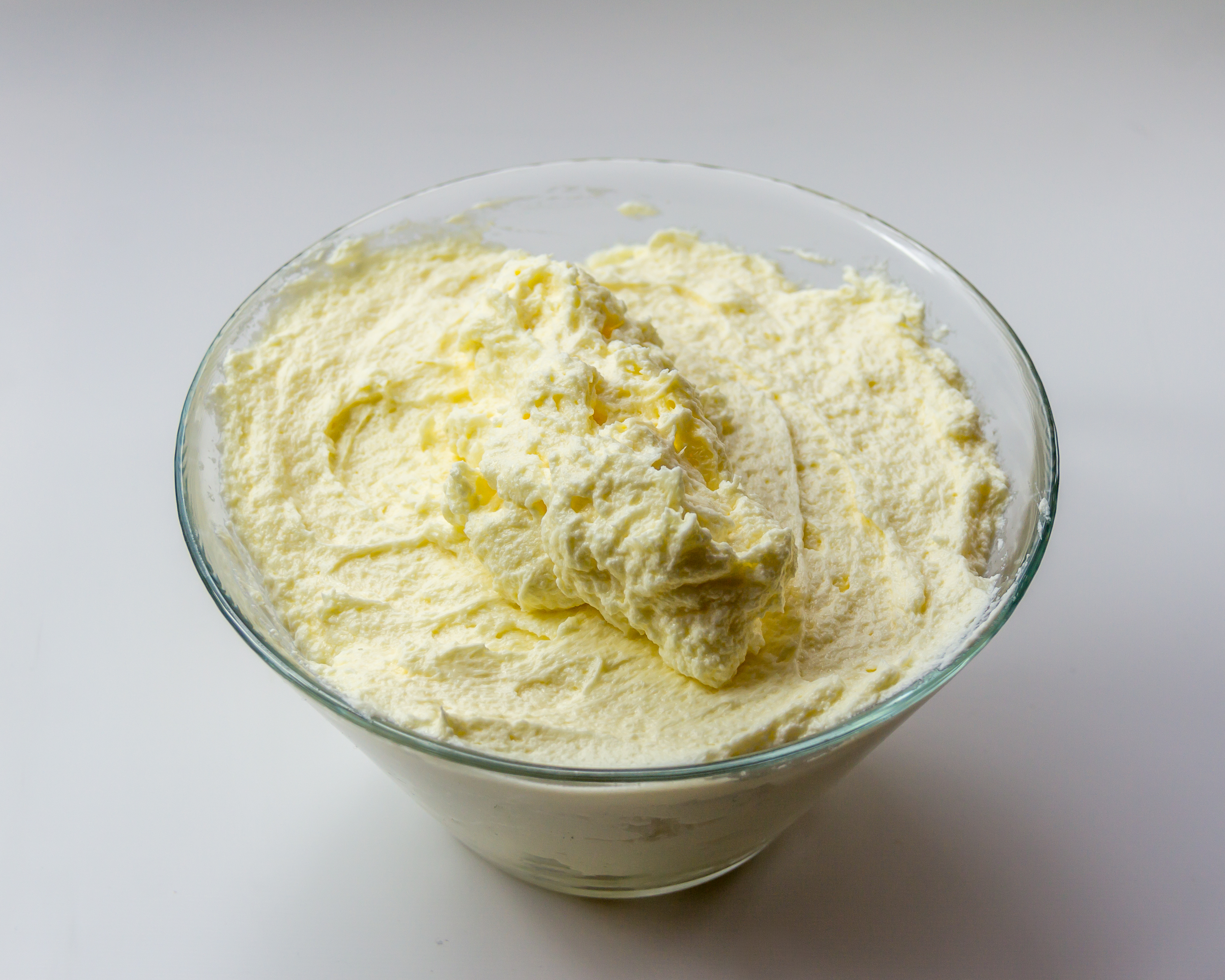
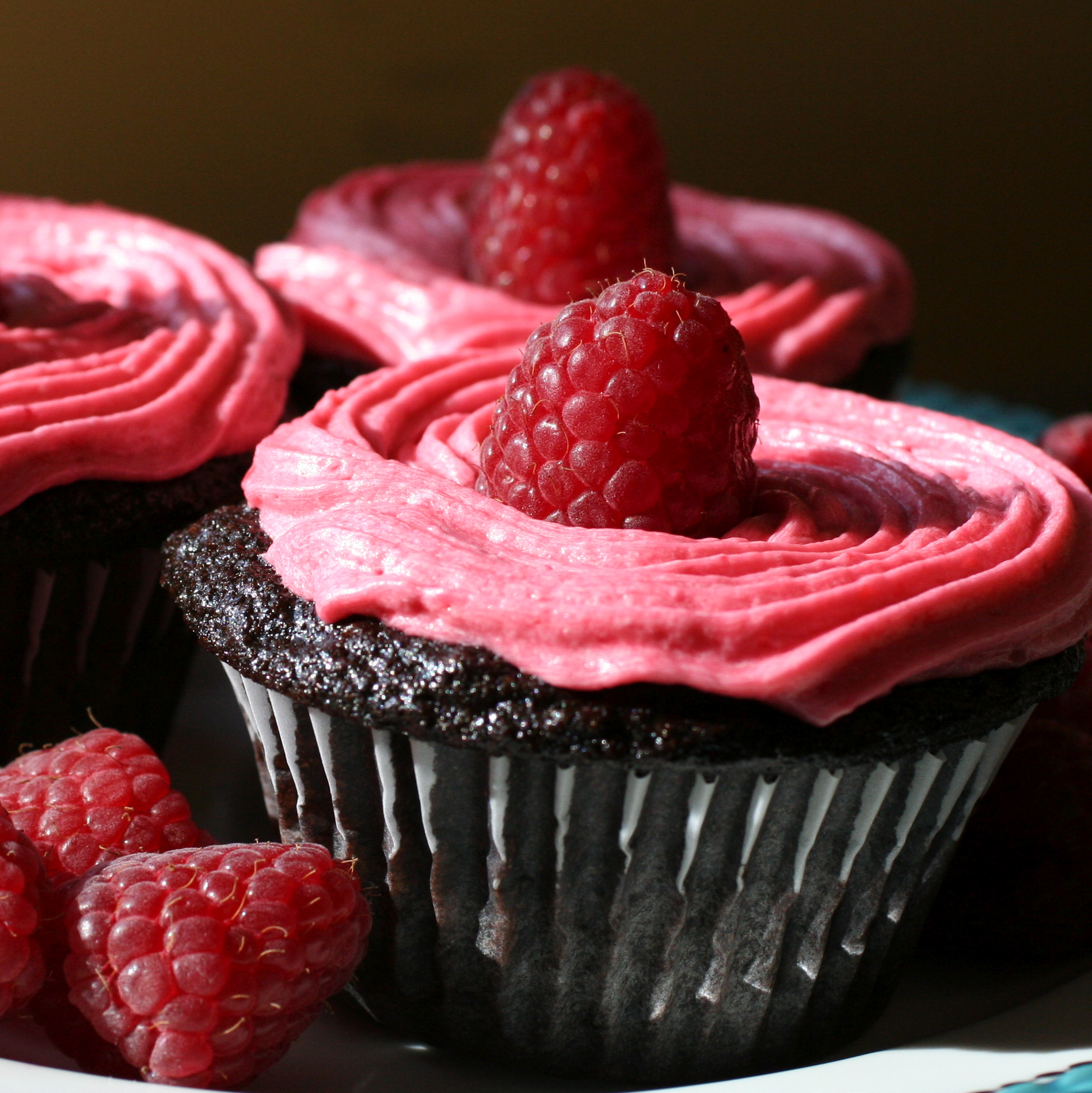
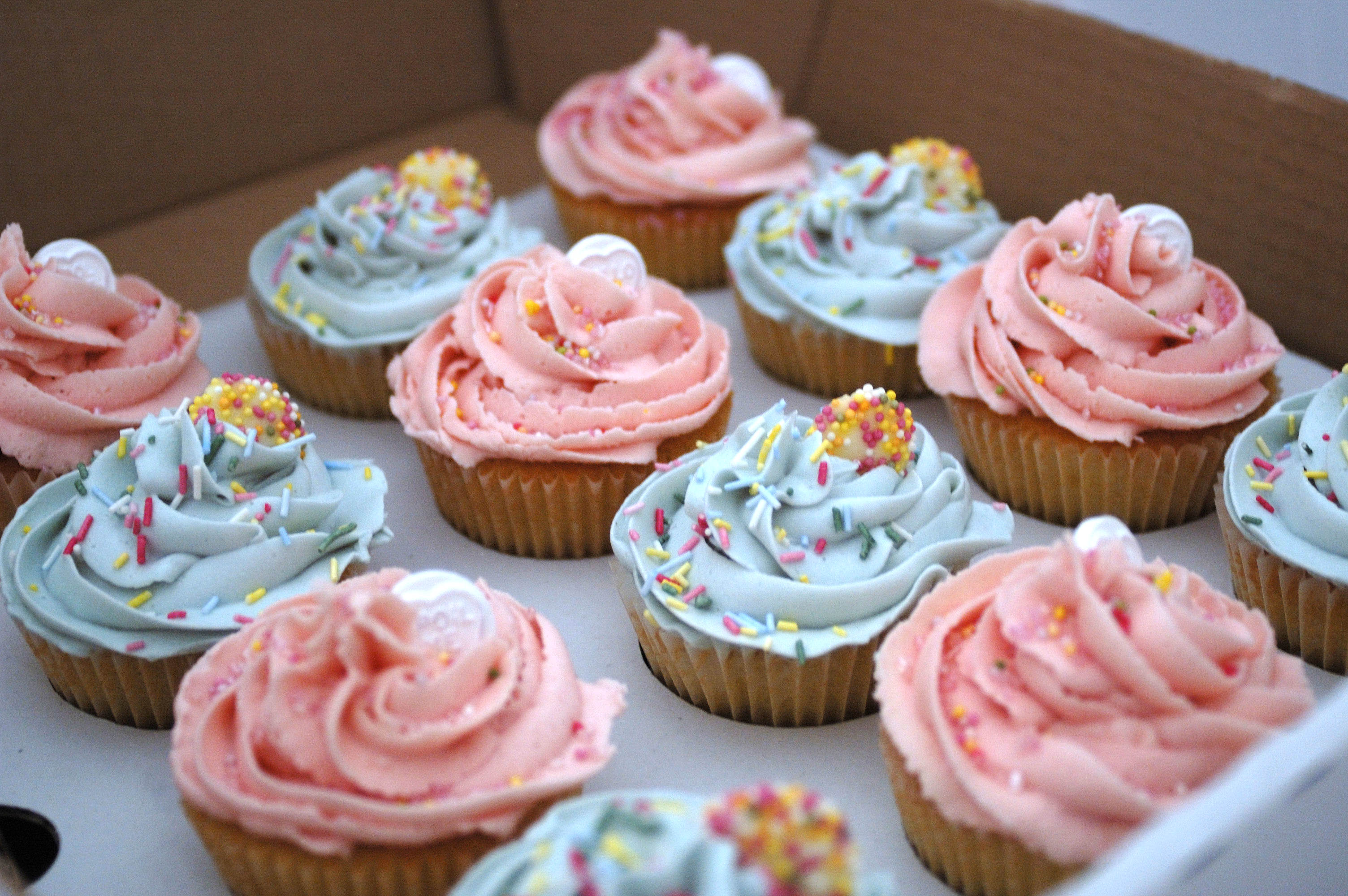
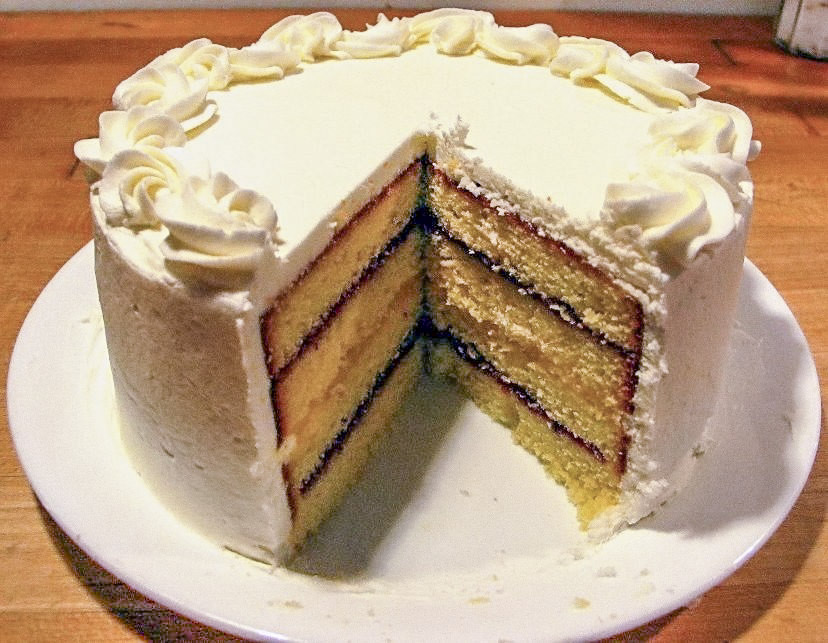
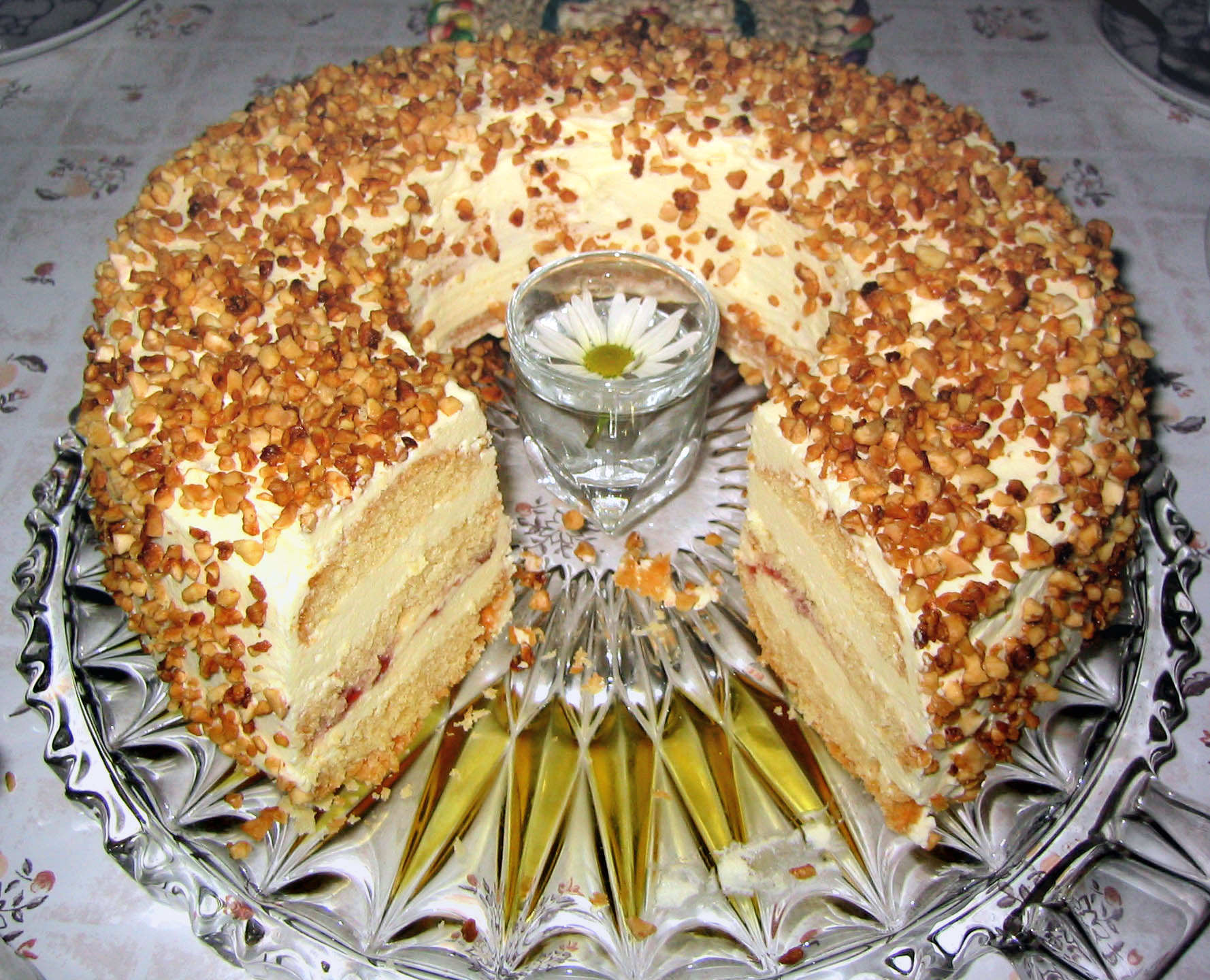
Frankfurter Kranz

## 普及状況
生クリームが普及するにつれて人気を失っていると言われる。